# Zhao Zihan
Zhao Zihan (em chinês:  赵 子涵; Fushun, 4 de setembro de 1993) é uma jogadora de polo aquático chinesa.

## Carreira
Zhao fez parte da equipe da China que finalizou na sétima colocação nos Jogos Olímpicos de 2016, no Rio de Janeiro.